# 東旭ケ丘 (生駒市)
東旭ケ丘（ひがしあさひがおか）は、奈良県生駒市の町名。住居表示実施済み。郵便番号630-0254。

## 地理
生駒市中部に位置し、北に東新町、本町、西に山崎新町、西旭ケ丘、南に新旭ケ丘、東に山崎町と隣接している。

## 歴史
昭和30年代に宅地開発され、古くからある旭ケ丘と合併した。

### 沿革
- 1969年（昭和44年） - 生駒町山崎、菜畑から分離し、生駒町東旭ケ丘が成立[7]。
- 1971年（昭和46年） - 生駒市東旭ケ丘となる[7]。

## 世帯数と人口
2020年（令和2年）10月1日現在の世帯数と人口は以下の通りである。
| 町丁     | 世帯数  | 人口    |
| -------- | ------- | ------- |
| 東旭ケ丘 | 667世帯 | 1,631人 |

### 人口の変遷
国勢調査による人口の推移。
| 1995年（平成7年）  | 947人   | [ 8 ]  |  |
| 2000年（平成12年） | 1,388人 | [ 9 ]  |  |
| 2005年（平成17年） | 1,377人 | [ 10 ] |  |
| 2010年（平成22年） | 1,363人 | [ 11 ] |  |
| 2015年（平成27年） | 1,358人 | [ 12 ] |  |

### 世帯数の変遷
国勢調査による世帯数の推移。
| 1995年（平成7年）  | 366世帯 | [ 8 ]  |  |
| 2000年（平成12年） | 540世帯 | [ 9 ]  |  |
| 2005年（平成17年） | 517世帯 | [ 10 ] |  |
| 2010年（平成22年） | 534世帯 | [ 11 ] |  |
| 2015年（平成27年） | 548世帯 | [ 12 ] |  |

## 事業所
2016年（平成28年）現在の経済センサス調査による事業所数と従業員数は以下の通りである。
| 町丁     | 事業所数 | 従業員数 |
| -------- | -------- | -------- |
| 東旭ケ丘 | 9事業所  | 17人     |

## 交通

### バス
- 奈良交通
  - 旭ヶ丘線